# 王家镇 (广元市)
王家镇，是中华人民共和国四川省广元市昭化区下辖的一个乡镇级行政单位。2019年12月，将原文村乡云台村、作功村、荣华村和原晋贤乡熨斗村、道角村、新华村所属行政区域划归王家镇管辖，王家镇人民政府驻文景街55号。

## 行政区划
王家镇下辖以下地区：
王家镇社区、红庙村、五马村、文星村、石马村、安平村、更新村、金星村、金峨村、檀木村、银鱼村和方山村。

## 特产
王家贡米：中国地理标志产品。